# Mont Serua
Pour les articles homonymes, voir Serua.
Le mont Serua, ou Legatala, est un stratovolcan d'Indonésie culminant dans la mer de Banda à 641 m d'altitude. Ses dernières éruptions connues remontent à 1919 et 1921. L'île Pulau Serua, qui mesure 2 km sur 4, est le sommet émergé du volcan s'élevant à 3 600 m par rapport au fond de la mer.